# Klingonci
Klingonci (klingonski: tlhIngan, IPA: tˡɬIŋan) su izmišljena ratnička rasa iz serije Zvezdane staze. Dobri su ratnici zbog svoje fizičke snage i genetskih prednosti. Najvažnija im je čast, a Klingonac koji je zarobljen ili se predao gubi čast i njegova sramota se prenosi na njegove potomke (narednih osam generacija). Na čelu Klingonskog carstva nalazi se car kojeg biraju članovi veća. U veće ulaze vođe najuglednijih porodica. Najdraža oružja su im bodeži i bat'letH (IPA: batʰʔletʰx), zaobljeni mač kojeg Klingonci koriste u borbi. Matična klingonska planeta je Qo'noS (IPA: qχoʔnoʂ). Klingonci govore klingonskim jezikom (klingonski: tlhIngan Hol, IPA: tˡɬIŋan xol). Jedan od njihovih najpoznatijih brodova je klasa Ptica grabljivica (Bird of Prey).

## Fiziologija
Klingonci su humanoidi, a osnovne razlike u odnosu na ljude su:
- čeone brazde (u serijalu Zvezdane staze: Originalna serija ova karakteristika nije bila izražena, a pojavljuje se počev od filma Zvezdane staze: igrani film)[3],
- velika pluća sa 3 plućna krila,
- srce sa 8 komora,
- 2 jetre,
- 2 stomaka,
- duplu kičmenu moždinu,
- 23 rebra.

Smatra se da su se ove fiziološke odlike (multiplicitet organa) razvile u toku evolucije, da bi organizam bio izdržljiviji u borbi. Klingonci žive oko 150 godina, ali uglavnom umru ranije u bitkama, od bolesti ili nekog drugog neprirodnog razloga.

## Literatura
- (језик: енглески)

## Spoljašnje veze
- (језик: енглески)
- (језик: енглески)
- Zvanično mrežno mesto Zvezdanih staza (језик: енглески)
- (језик: енглески)